# Timmersdala
Timmersdala est une localité de la commune de Skövde dans le comté de Västra Götaland en Suède.
Sa population était de 905 habitants en 2019.

## Personnalités liées à la commune
- Gustav Granath (1997-), footballeur suédois né à Timmersdala.